# Sirsa
Sirsa ist eine Stadt (Municipal Council) mit ca. 200.000 Einwohnern im nordwestindischen Bundesstaat Haryana; der gleichnamige Distrikt hat insgesamt ca. 1,5 Millionen Einwohner.

## Lage und Klima
Die Stadt liegt nahe der Grenze zum Bundesstaat Rajasthan in einer Höhe von ca. 205 m südöstlich des Flusses Ghaggar. Die Entfernung nach Delhi beträgt ca. 280 km (Fahrtstrecke) in südöstlicher Richtung; die Wüstenstadt Bikaner liegt ca. 295 km südwestlich. Das Klima ist bereits semiarid; Regen (ca. 335 mm/Jahr) fällt ganz überwiegend in den Monsunmonaten Juli bis September.

## Bevölkerung
Ca. 89 % der Einwohner sind Hindus und etwa 9 % sind Sikhs; der Rest entfällt auf Jains, Moslems, Christen und Buddhisten etc. Man spricht Hindi oder Panjabi. Der weibliche Bevölkerungsanteil ist ungefähr 12 % niedriger als der männliche.

## Wirtschaft
Das Umland von Hansi ist immer noch weitgehend agrarisch geprägt, wobei ein großer Teil zur Viehzucht genutzt wird. Die Stadt selbst dient als Zentrum für Handel, Handwerk und Dienstleistungen aller Art.

## Geschichte
Einige führen den Ort auf das bereits Mahabharata erwähnte Sairishaka zurück, doch wurden bislang keine entsprechenden archäologischen  Funde gemacht. Die lokale Überlieferung sieht einen im 7. Jahrhundert n. Chr. lebenden Fürsten namens Saras als Erbauer eines nahegelegenen Forts und somit als Stadtgründer. Im Mittelalter lautete der Ortsname Sarsuti und wird auf den in der Region häufig vorkommenden „Siris-Baum“ (Albizia lebbeck) zurückgeführt. Unter der Herrschaft des islamischen Sultanats von Delhi und des Mogulreiches spielte der Ort kaum eine Rolle. Ende des 18. Jahrhunderts wurde er von den Marathen erobert, die ihn im Jahr 1810 an die Briten abtraten.

## Sehenswürdigkeiten
Antike und mittelalterliche Zeugnisse sind nicht erhalten. Wichtigstes religiöses Monument ist der mit einem Shiva-Heiligtum verknüpfte 
Schrein des Lokalheiligen Param Sant Shri Tara Baba Ji; der gesamte Komplex ähnelt jedoch mehr einem Freizeitpark. Über die gesamte Stadt verteilt gibt es zahlreiche kleine Hindu-Tempel und zwei größere Sikh-Tempel (gurdwaras).

## Persönlichkeiten
- Savita Punia (* 1990), Hockeyspielerin